# Our Lips Are Sealed
Our Lips Are Sealed är en låt skriven av The Go-Go's gitarrist Jane Wiedlin och The Specials och Fun Boy Threes sångare Terry Hall.
Låten spelades först in av The Go-Go's till deras album Beauty and the Beat. Den utgavs som singel i juni 1981 och blev en topp 20 hit i USA. 1983 utgav Terry Halls grupp Fun Boy Three sin version av låten som nådde 7:e plats på brittiska singellistan.
Låten handlar om det förhållande Wiedlin och Hall hade när The Go-Go's och The Specials turnerade tillsammans 1980.

## Utgåvor
The Go-Go's
USA 7" I.R.S. Records 1981
1. Our Lips Are Sealed
2. Surfing and Spying

Fun Boy Three
UK 7" Chrysalis Records 1983
1. Our Lips Are Sealed (Single Version)
2. Our Lips Are Sealed (Urdu Version)

UK 12" Chrysalis Records 1983
1. Our Lips Are Sealed (Remixed Version)
2. Our Lips Are Sealed (Single Version)
3. Our Lips Are Sealed (Urdu Version)

UK 7" dubbelsingel Chrysalis Records 1983
1. Our Lips Are Sealed (Single Version)
2. Our Lips Are Sealed (Urdu Version)
3. We're Having All the Fun
4. Going Home[4]